# Сім третіх вершин
Сім тре́тіх верши́н — треті найвищі вершини семи частин світу (Північна та Південна Америка умовно рахуються окремо). При прив'язці вершин до континентів (материків), окремо рахуються Європа та Азія. Залежно від визначення меж континентів список вершин може змінюватися.

## Визначення семи третіх вершин
Головний хребет Великого Кавказу, як правило вважається, утворює кордон між Європою та Азією. У цьому випадку кавказькі вершини: Ельбрус (5642 м), Дихтау (5205 м) та Шхара (5193 м) — є трьома найвищими вершинами Європи. Якщо виключити Кавказькі гори із складу Європи, то найвищими горами материка будуть альпійські вершини: Монблан (4808 м), Монте-Роза (4634 м) та Дом (4545 м).
Найвищими вершинами континентальної Австралії є гори: Косцюшко (2228 м), Таунсенд (2209 м) та Тунам (2196 м). Якщо ж розглядати всю Австралійську плиту, найвищими вершинами будуть — Пунчак-Джая (4884 м), Пунчак-Мандала (4760 м) та Пунчак-Трикора (4750 м), всі розташовані на острові Нова Гвінея (Індонезія).

## Списки Басса та Месснера
Сходження на найвищі вершини всіх континентів розглядається як альпіністська звитяга і зараховує учасників цих сходжень у неформальне об'єднання альпіністів — «Клуб семи вершин». В альпіністських колах існує два списки найвищих вершин континентів: «Список Басса» або «Варіант Костюшко» та «Список Месснера» — «Варіант Карстенса».
«Список Басса» був створений Річардом Бассом, який вибрав найвищу гору материкової частини Австралії, гору Костюшка (2228 м), яка представляла б найвищу вершину Австралійського континенту. «Список Месснера» запропонував альпініст Патрік Морров замінивши гору Костюшко на Пунчак-Джаю (Піраміда Карстенса, 4884 м) в Західній Новій Гвінеї, яка є частиною Індонезії.
У «Списку Басса», гора Тунам є третьою за величиною вершиною Австралії. Згідно зі «Списком Месснера», Пунчак-Трикора на острові Нова Гвінея є третьою за величиною вершиною австралійського континенту. Обидва списки розглядають Кавказькі гори, як європейські. Це робить гору Шхару (5193 м), розташовану на кордоні між Грузією та Росією, третьою за величиною вершиною у Європі. Ті, хто не включає Кавказькі гори у територію Європи — вважають Дом, розташовану у Швейцарії, як третю європейську вершину.
| Зображення | Вершина        | Висота (м) | Відносна висота (м) | Ізоляція, км                      | Масив                               | Континент           | Країна        | СБ | СМ |
| ---------- | -------------- | ---------- | ------------------- | --------------------------------- | ----------------------------------- | ------------------- | ------------- | -- | -- |
|            | Канченджанґа   | 8586       | 3922                | 124,32 км до Еверест Південної    | Гімалаї                             | Азія                | Непал, Індія  | ✔  | ✔  |
|            | Монте-Піссіс   | 6793       | 2143                | 75,9 км до Охос-дель- Саладо      | Анди                                | Південна Америка    | Аргентина     | ✔  | ✔  |
|            | Орісаба        | 5636       | 4922                | 2690,14 км до Піко-Сімон- Болівар | Трансмексиканський вулканічний пояс | Північна Америка    | Мексика       | ✔  | ✔  |
|            | Шхара          | 5193       | 1357                | 6,02 км до Дихтау                 | Кавказ                              | Європа              | Грузія, Росія | ✔  | ✔  |
|            | Мавензі        | 5149       | 849                 | 11,56 км до Кіліманджаро          | —                                   | Африка              | Танзанія      | ✔  | ✔  |
|            | Пунчак-Трикора | 4750       | 1268                | 167,29 км до Пунчак-Джая          | Маоке                               | Австралія і Океанія | Індонезія     | —  | ✔  |
|            | Шинн           | 4661       | 961                 | 6,55 км до Тирі                   | Сентінел                            | Антарктида          | —             | ✔  | ✔  |
|            | Тунам          | 2196       | 155                 | 6,03 км до Таунсенд               | Сніжні гори (Австралійські Альпи)   | Австралія           | Австралія     | ✔  | —  |